# Vandtårnet ved Skjern Station
Vandtårnet ved Skjern Station er et af elleve fredede vandtårne i Danmark. Det er opført i 1898 hvor det afløste et vandtårn opført i forbindelse med etableringen af jernbanestationen i Skjern i 1874 af arkitekt N.P.C. Holsøe, som var involveret i opførelsen af en stor del af stationsbygningerne i sidste halvdel af 1800-tallet hos Statsbanerne. Tårnet administreres nu af Ringkøbing-Skjern Museum.
Tårnet er opført i røde mursten med cisternen øverst camoufleret af grønligt træværk og prydet med en vindfløj af et lokomotiv. Det er rundt og i tre etager. På tårnet er en udvendig vandstandsmåler, som det også er tilfældet på Nyborg Vandtårn fra 1899.
Tårnet betragtes som en dåbsattest for byen, idet etableringen af stationen, satte gang i byens vækst og prægede dens udformning. Vandtårnet har således været motiv på det årlige Skjern Julemærke i 1984.
I 1980 besluttede Skjern Kommune sig for at sælge vandtårnet, men dette blev imødegået af Skjern-Egvad Museum, der rejste en fredningssag, i hvilken de fik medhold. Dette var dog imod flertallet af byrådets ønske (alle undtagen Egon Søgaard, der også var formand for museet), hvorfor borgmesteren, Christian Lundsgaard, tog til København for at få Fredningsstyrelsen til at omstøde sagen.
Nytårsdag 2008 blev et pumperum placeret under vandtårnet udsat for hærværk, men selve tårnet blev ikke skadet.